# رودولف ألكسندر
رودولف ألكسندر (بالفرنسية: Rodolphe Alexandre)‏ من مواليد 26 سبتمبر 1953 بكايين هو شخصية سياسية غويانية، رئيس بلدية كايين ورئيس المجلس الإقليمي لغويانا.